# Pearl (película)
Pearl es una película dramática franco - suiza dirigida por Elsa Amiel, -es su ópera prima- estrenada en 2018 sobre culturismo femenino y los sacrificios que implica esta práctica. También plantea el entorno humano y el aislamiento y las renuncias que implica la práctica. 

## Sinopsis
Léa Pearl, papel que encarna la culturista suiza Julia Föry ha entrenado con dureza para participar en el campeonato mundial de culturismo de la mano de su entrenador Al (Peter Mullan), mentor y antigua estrella del culturismo quien asume el papel de un perturbador y exigente entrenador a mujeres y hombres inseguros que ocultan sus miedos bajo kilos de masa. Faltan 48 horas y a pocas horas del final su expareja reaparece y trae consigo al hijo de ambos, de seis años, que Léa lleva cuatro años sin ver.

## Contexto
Para rodar la película su directora, Elsa Amiel efectuó un largo trabajo previo sobre el mundo del culturismo femenino. Explicó que el aislamiento es común a estos atletas, sean hombres o mujeres: «Para llegar a esos extremos todos han vivido algo muy doloroso, es mucho más profundo que el narcisismo, se crean un caparazón para separarse del mundo real y crearse un mundo aparte». «Los atletas que he conocido vivían sin familia ni amigos, con un régimen nutritivo draconiano, no pueden comer en restaurantes ni compartir la comida familiar».

## Reparto
- Julia Fory (Léa Pearl)

- Peter Mullan (Al)

- Arieh Worthalter (Ben)

- Vidal Arzoni (Joseph)

- Agata Buzek (Serena)

## Ficha técnica
- Título original : Pearl
- Producción : Elsa Amiel
- Guion : Elsa Amiel y Laurent Larivière
- Telones de fondo : Valérie Rozanes
- Disfraces : Yvett Rotscheid
- Fotografía : Colin Lévêque
- Montaje : Sylvie Lager y Caroline Detournay
- Música : Fred Avril
- Supervisión musical: Pascal Mayer y Steve Bouyer
- Productor: Bruno Nahon y Caroline Nataf
  - Coproductor: Michel Merkt y Lionel Baier
- Producción: Unidad de producción y Bande à Part Films
  - Coproducción: RTS
- Distribución : Top y cortometrajes y Bande à Part
- País de origen : Francia y  Suiza
- Idioma original: francés
- Formato: color
- Género : Drama
- Duración: 80 minutos
- Fechas de lanzamiento:
  -  Italia: 29 de agosto de 2018 en cine (Venecia)
  -  Islandia: 28 de septiembre de 2018 en salas de cine (Reyjkavik)
  -  Corea del Sur: 6 de octubre de 2018 en salas de cine (Busan)
  -  Francia
    - 20 de octubre de 2018 (Burdeos)
    - 30 de enero de 2019 (en los cines)

  -  España 10 de septiembre de 2021 en salas de cine[2]

## Reseñas
Si la culturista debe renunciar a una parte de su feminidad para tener éxito, Pearl se rebela paradoxalmente como un bello retrato de mujer, estima  20 Minutes.
¿Hobby u obsesión? plantea Nieves Villalón, en Cinemagavia. En Pearl vemos mucho más que la lucha de Léa para ser la mejor. La película nos presenta todo lo sórdido y oscuro de ese mundo a través de personajes como Serena, caracterizado por Agata Buzek. Serena nos muestra la imagen de una persona completamente obsesionada con estar arriba siempre, no importa el tiempo que pase y lo que se destroce a sí misma. También refleja todo esto con diálogos de algunas competidoras hablando de cuerpos y hábitos de otras (no llega a quedar claro si con admiración o envidia).
Amiel consigue que la película resulte interesante gracias a los marcados contrastes: una montaña de músculos que esconde una frágil personalidad, sonrisas forzadas y cuerpos cubiertos de aceite y lentejuelas. El apartado visual resulta realmente atractivo y paradójico, haciendo de Pearl un debut sólido y original. Vittoria Scarpa. Cineuropa.

## Festivales
Fue mostrada en el Giornate degli Autori del 75 Festival de Venecia en septiembre de 2018 y en noviembre de 2018 concursó en el Festival de Cine se Sevilla y fue nominada como mejor película Pearl ha sido seleccionada para mostrarse en el IV Festival de Cine por mujeres. En 2019 fue nominada para el Golden Alexander en el Festival de cine Thessaloniki.